# Vonarskarð
Vonarskarð är ett bergspass i republiken Island.   Det ligger i regionen Suðurland, i den centrala delen av landet. Vonarskarð ligger 918 meter över havet.
Terrängen runt Vonarskarð är huvudsakligen kuperad, men åt sydväst är den platt. Vonarskarð ligger nere i en dal. Det finns inga samhällen i närheten. Trakten runt Vonarskarð är permanent täckt av is och snö.
Vonarskarð ligger nedanför Köldukvíslarjökull i nordvästra delen av Vatnajökull inom  Vatnajökulls nationalpark. Vonarskarð är vattendelaren mellan norra och södra Island. I Vonarskarð finns källorna till både Skjálfandafljót och Kaldakvísl. I den västra delen av Vonarskarð finns ett högtemperaturområde, med nästan alla de fenomen som finns i sådana områden. Trots att passet ligger lång från bebyggelse anses det att nybyggaren Gnúpa-Bárður gick genom passet under Landnámatiden. var det första registrerade fallet av någon som reste i området omkring 1839. Vonarskarð  nås till fots från Kolufell, Gjósta och Nýidalur. 